# وزارة الداخلية والشؤون الفيدرالية (الصومال)
وزارة الداخلية والشؤون الفيدرالية (بالصومالية: Wasaaradda Arrimaha Gudaha Soomaaliya)‏ هي وزارة الداخلية في الحكومة الفيدرالية الصومالية وهي السلطة المسؤولة عن الأمن القومي والشؤون الفيدرالية والتجنس والهجرة والجمارك في الصومال، أُنشئت الوزارة عام 1967 بعد فصل الهيئة الوزارية المشتركة للشؤون المالية والداخلية لتشكلا وزارتي المالية والداخلية. وزير الداخلية الحالي هو علي يوسف حوش.

## قائمة الوزراء
فيما يلي قائمة بأسماء وزراء الداخلية منذ الاستقلال:
- عبد الرازق حاجي حسين
- محمود عبدي نور
- عبد القادر محمد آدم (زوبي)
- ياسين نور حسن
- جامع علي قورشيل
- حسين كلمي أفرح
- جامع محمد غالب
- عبد الرزاق محمود أبو بكر
- جامع محمد غالب
- أحمد جامع عبد الله
- أحمد سليمان عب دالله
- محمد عبد الله بعدلي
- عبد القادر حاج محمد
- عبد القاسم صلاد حسن
- محمد قنيري أفرح
- طاهر شيخ محمد
- أربو أحمد جعل
- حسين محمد فرح عيديد
- محمد محمود جعما طيري
- موسى نور عالم
- عبد القادر علي عمر
- عبد الشكور شيخ حسن
- عبد الصمد معلم محمود
- عبد الكريم حسين جوليد
- عبد الله جودح بري
- عبد الرحمن محمد حسين
- عبدي فارح سعيد (جحا)
- عبدي محمود صبري
- مختار حسين أفرح
- أحمد معلم فقي
- علي يوسف حوش